# 西尾站
西尾站（日语：／ Nishio eki */?）是位於愛知縣西尾市住吉町四丁目，名古屋鐵道（名鐵）的西尾線車站。車站編號為GN10。

## 概要
車站為一座高架車站，設有1面2線的島式月台。為有人車站。車站櫃臺和閘口在第2層，月台在第3層。地面與第2層設有供輪椅使用的升降機連接月台層，持有車票或IC卡的乘客可乘坐升級機至月台層，在該處設有升級機專用閘機。相反，在下車後可以使用月台上的升級機專用閘機前往乘坐升降機到達第2層的閘外範圍與地面層（因此在月台上設有自動補票機）。車站與商業設施（車站大廈）一體化。在第2層設有通道前往商業設施。（現時商業設施已經結業）。在第2層中設有2台自動售票機，當中1台為觸控面板式（可購買μ-Ticket）自動售票機。
在普通列車中，大部分來往新安城站至此站之間。急行在此站至吉良吉田站之間各站停車。此外，在2008年（平成20年）6月29日起，設有列車在此站變更列車類別。所有西尾線特急列車以此為終點站，不會前往吉良吉田方向。此外，6卡編成的列車可駛入此站，但每日只有1往返班次使用6卡編成，該班次是前往名古屋的部分特別車特急（使用1200系6卡）。

## 歷史

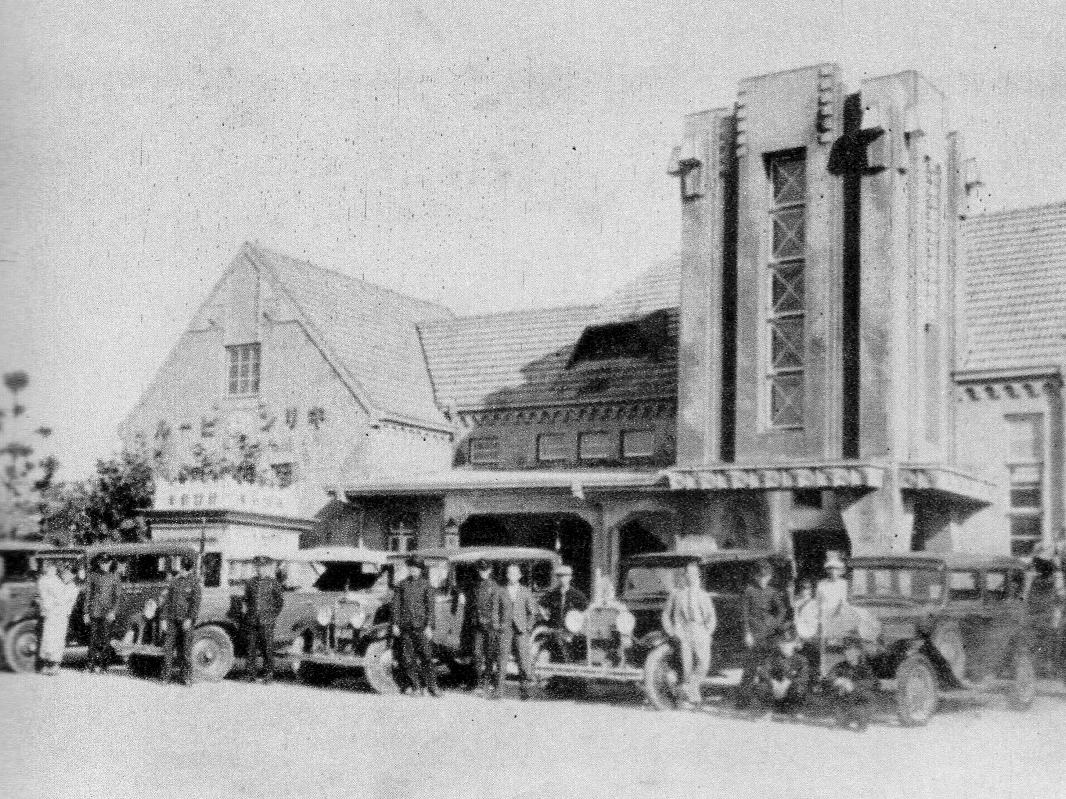
遷移前車站大樓（1930年頃）

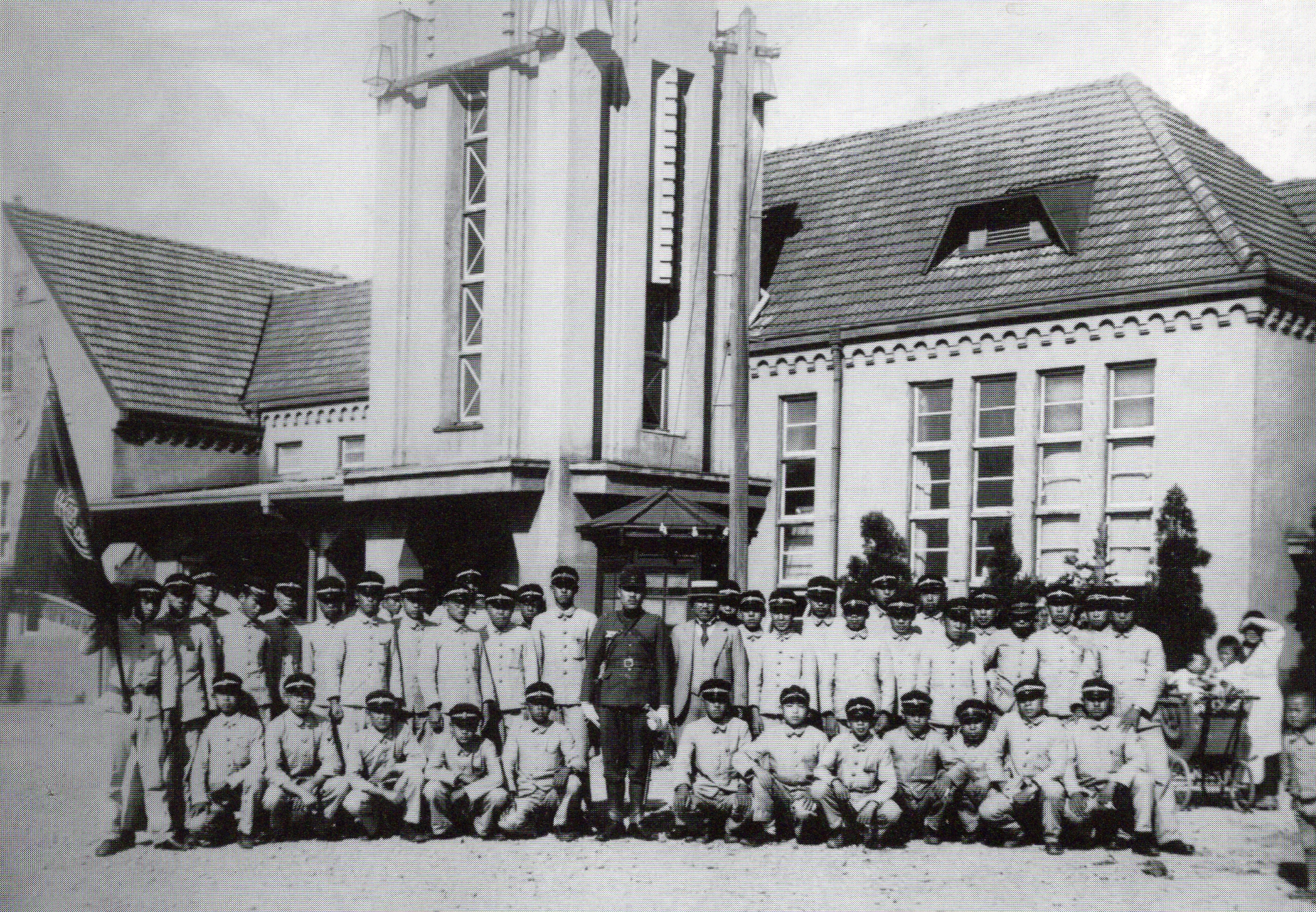
遷移後車站大樓（1939年）

- 1911年（明治44年）10月30日 - 西三軌道（後來為西尾鐵道）開通，此站啟用。
- 1926年（大正15年）12月1日 - 愛知電氣鐵道（日语：愛知電気鉄道）收購西尾鐵道，成為愛知電氣鐵道車站
- 1928年（昭和3年）10月1日 - 碧海電氣鐵道線（日语：碧海電気鉄道）開通，並遷移至現時地方，成為共構與共站。
- 1973年（昭和48年）
  - 12月10日 - 新車站大樓開始使用[1]
  - 12月11日 - 車站大廈開始使用[1]
- 1989年（平成元年）
  - 7月2日 - 車站高架化。
  - 8月 - 設置自動閘機[2]
- 1998年（平成10年）
  - 4月6日 - 實施時間表修正（日语：1987年から2004年までの名古屋鉄道ダイヤ改正#1998年4月6日改正），部分班次除外，所有急行不再以南直通運輸[3]
  - 6月1日 - 西尾至吉良吉田之間的一人控制運輸開始
- 2006年（平成18年）4月1日 - 車站旅行中心廢止
- 2007年（平成19年）10月4日 - 車站可以使用交通儲值卡「Trans Pass（日语：トランパス (交通プリペイドカード)）」
- 2008年（平成20年）6月14日 - 西尾至西尾口（月台前）之間約600m成為複線鐵路[4]
- 2011年（平成23年）
  - 2月11日 - 車站可以使用「manaca」IC卡
- 2012年（平成24年）2月29日 - 交通儲值卡「Trans Pass」的服務終止，此站也不可使用其儲值卡。
- 2013年（平成25年）9月 - 車站大廈開始再開發[5]

## 車站構造
現時的標準時間表中，普通列車使用1號月台，急行列車使用2號月台，上下行使用相同月台。在2019年3月時間表修正前，在設有急行行走的時段中，急行列車使用1號月台，普通列車使用2號月台。在黃昏行走的準急列車會使用2號月台，在到達此終點站後，毎次都前往福地方的留置引上線，隨後返回1號月台。在2008年6月至2011年3月之間，所有時段的普通列車都會調度月台。但是由於列車調度需要人手和時間，因此現時的標準時間表中不會進行這作業。
在1998年6月至2008年6月28日之間，設有從此站出發的列車前往蒲郡方向，這些列車均為普通列車（一人控制）並使用2號月台。從吉良吉田方向並以此站為終點站的列車，在到達此站並下客後，會前往福地站的留置線，隨後從安城方向回到2號月台等待執行折返班次。在翌日29日時間表修正後，急行、準急、普通（部分）均變更在吉良吉田站折返運行。來往西尾至蒲郡之間的一人控制列車班次均縮短至來往吉良吉田至蒲郡之間。兩月台均可容納6卡車廂，但其中每個月台實際上可分割成前後兩邊，設有不同方向的列車，形成「1面4線」的複雜月台運用。因此，1號和2號月台不會固定方向和列車使用，在運行時間表規律化的日間時段，往福地站一方的月台（月台南邊）設有可容納2卡車廂的空間，供蒲郡方向的列車使用。在西尾口站一方的月台（月台北邊）可容納4卡車廂的空間，供新安城、名古屋方向的列車使用。另外也會設有6卡編成的列車在早上執行特急班次前往名古屋方向，其他時間的列車均為2卡或4卡編成（部分特急為3卡編成），因此在日間的月台設有足夠空間讓列車進站。
在時間表修正時新設了部分特別車的特急，從1號月台出發或到達（但是只有只有1班從西尾出發的特急。平日於7:43出發往須口，星期六及假日於8:02出發往名鐵名古屋）。
月台設有LED式出發顯示牌。1號月台為新安城方向，2號月台為吉良吉田方向。此車站已經安裝了顯示牌一段時間，但是曾經顯示牌不會顯示英文列車資訊。現時也不會顯示部分臨時列車資訊。
此站沒有安裝車站自動廣播系統，每次車站出發和到達都由車站職員以人聲廣播。
| 月台 | 路線   | 方向                                | 備註               |
| ---- | ------ | ----------------------------------- | ------------------ |
| 1    | 西尾線 | 新安城、名鐵名古屋方向 吉良吉田方向 | 日間為普通列車使用 |
| 2    | 西尾線 | 新安城、名鐵名古屋方向 吉良吉田方向 | 日間為急行列車使用 |

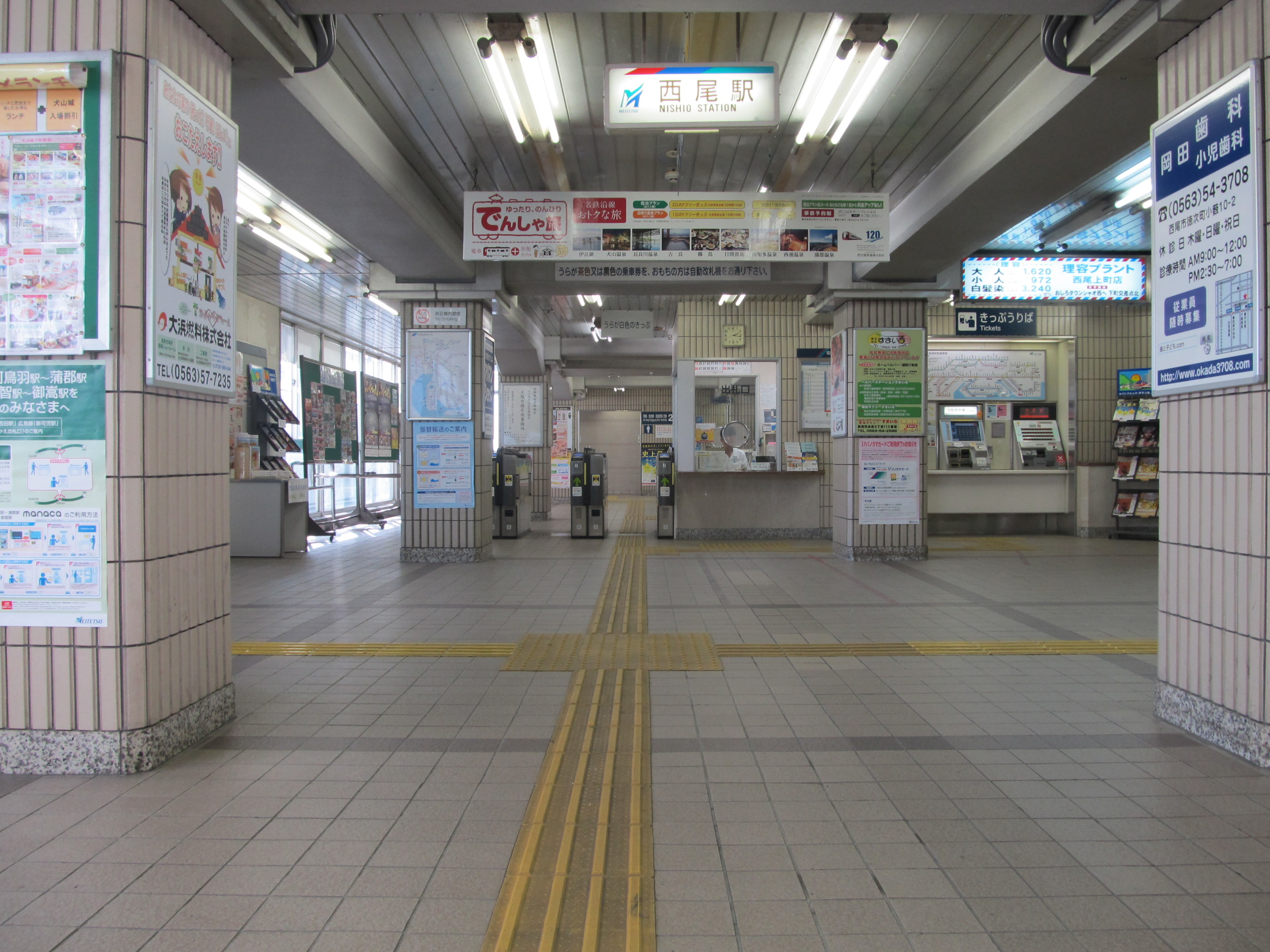
閘口
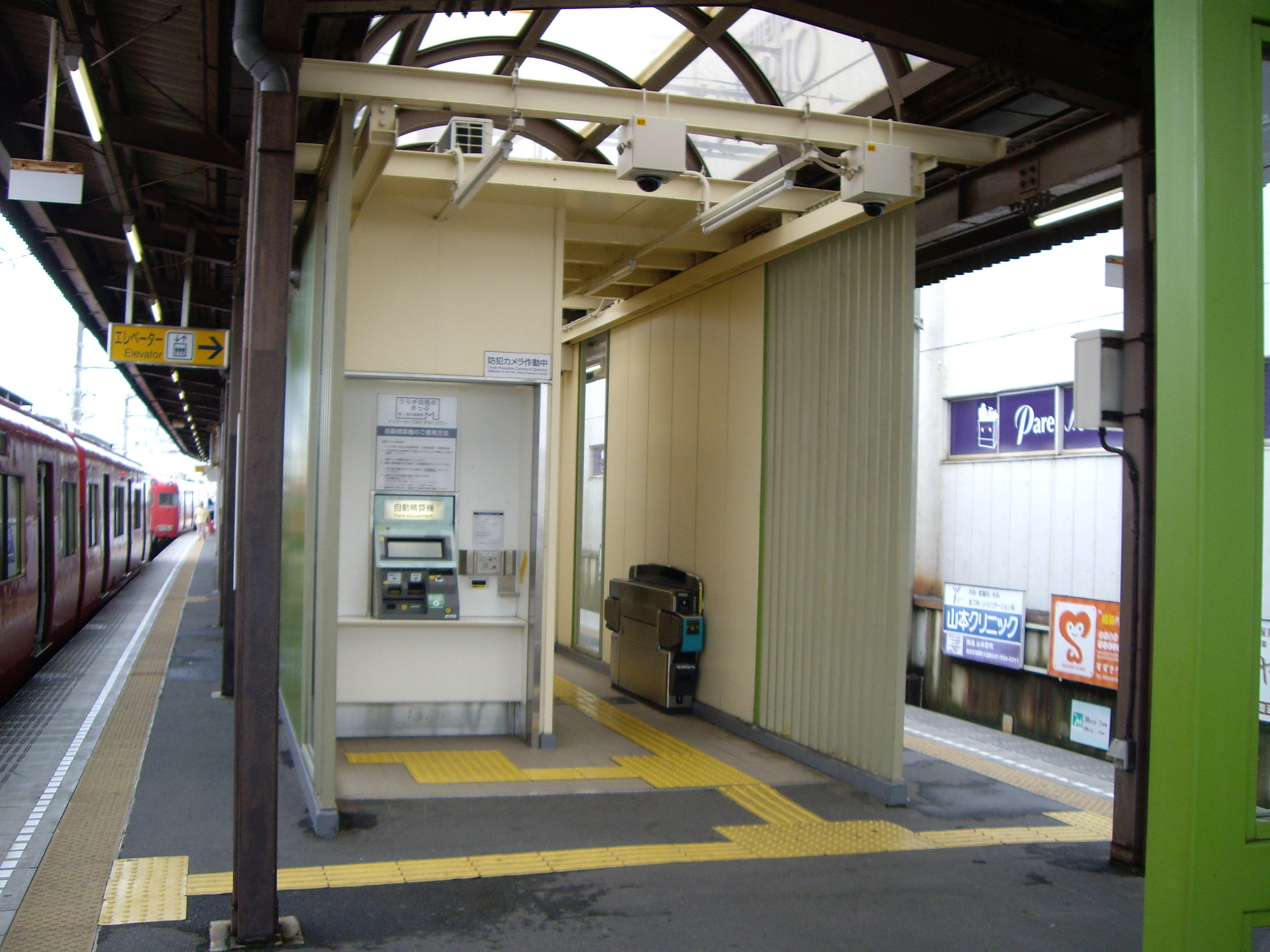
月台上閘口 （未提高月台高度前）
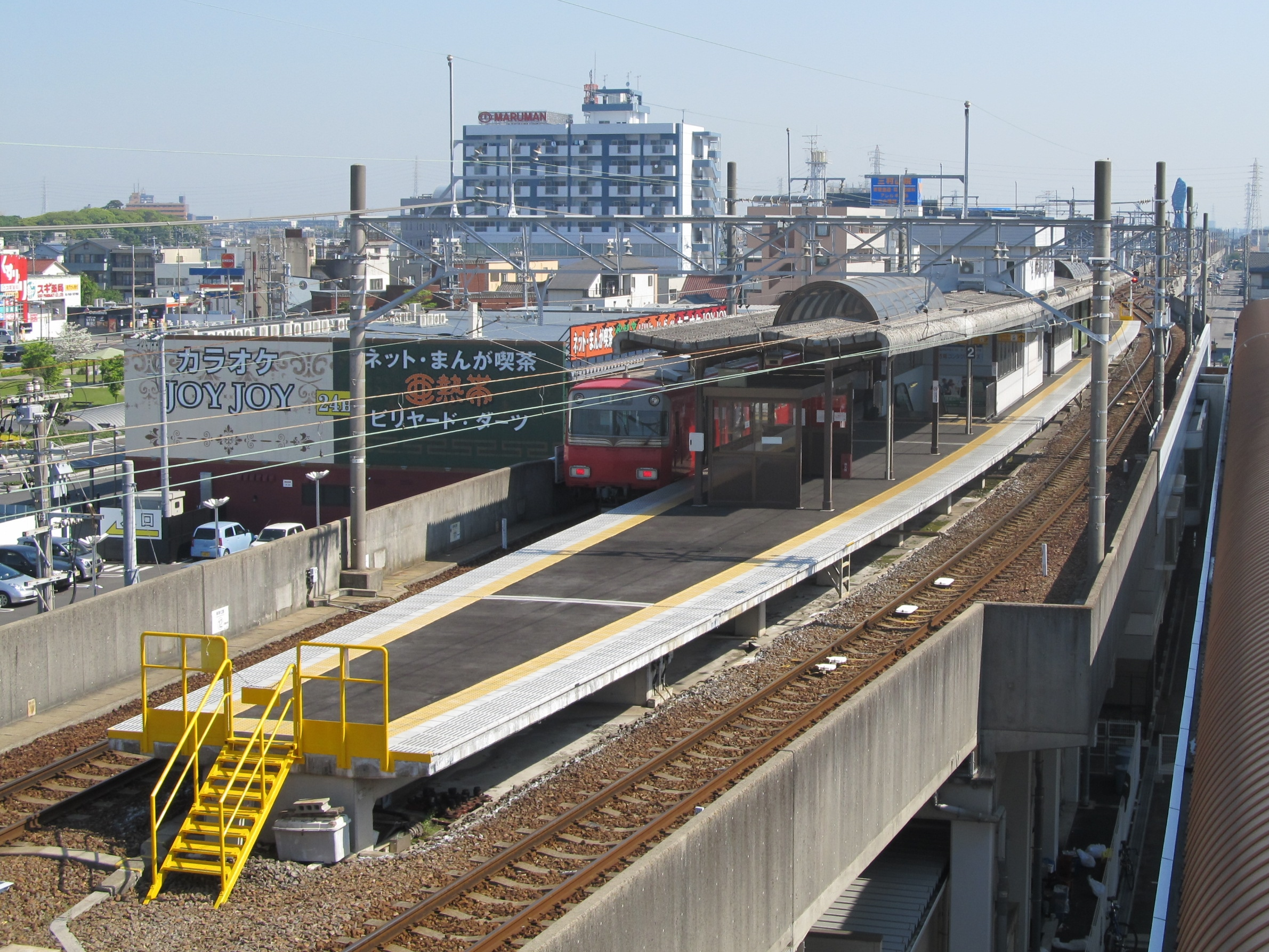
月台全景
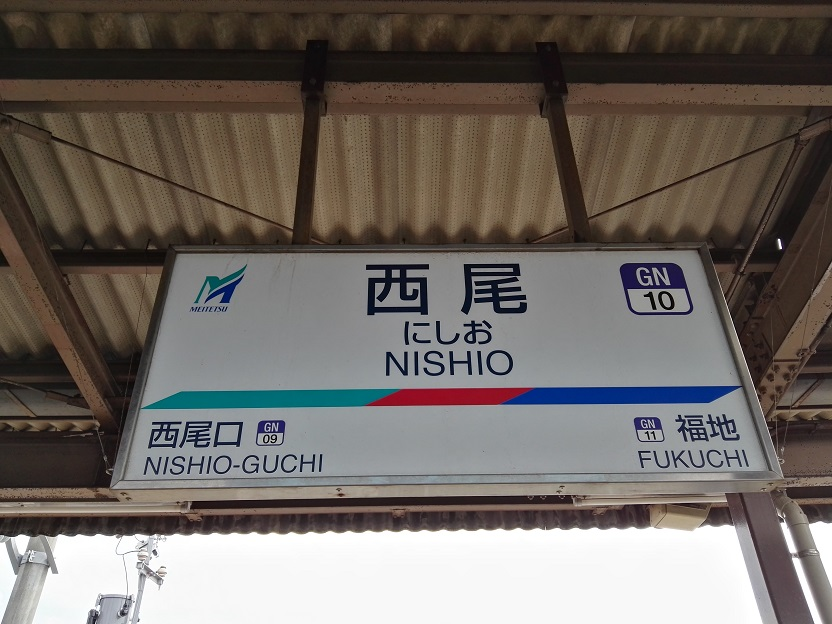
站名牌

### 高架化
在1989年（平成元年）鐵路高架化完成。高架區間包括此站與北邊約800米的西尾口站，在西尾口站以北200米是由高架橋降至地面。在該區間的高架橋已預留雙線化的空間，在2008年（平成20年）6月14日車站以北600米區間（西尾口站月台前）雙線化。此外，在西尾站南邊（福地站一方）設有可容納6卡的留置線，使在整個高架橋中部分為雙線，部分為單線。
此工程從計劃至施工都需要時間，最後整個工程利用泡沫經濟的勢頭提早完成。

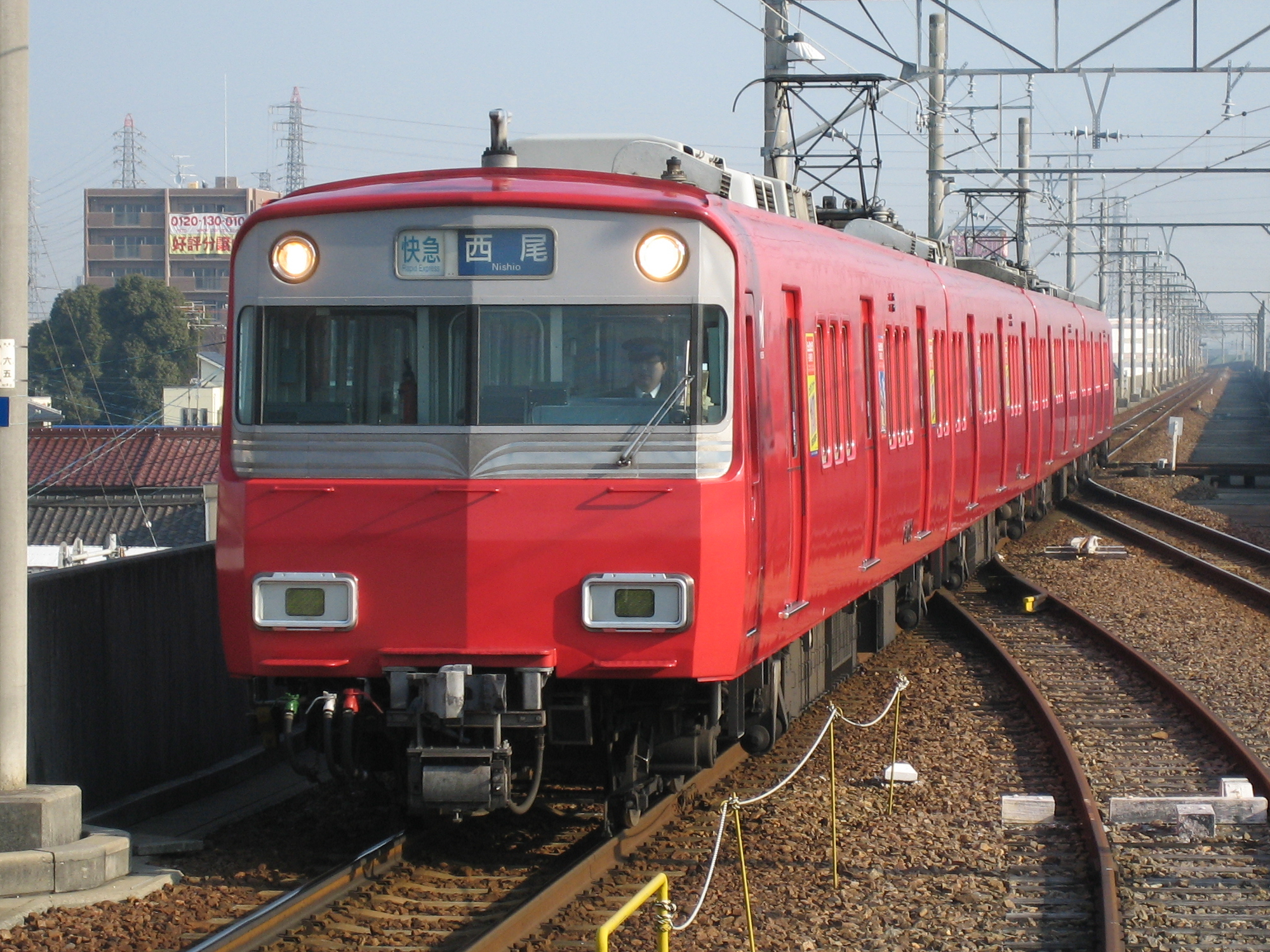
新安城方向 （雙線化前）
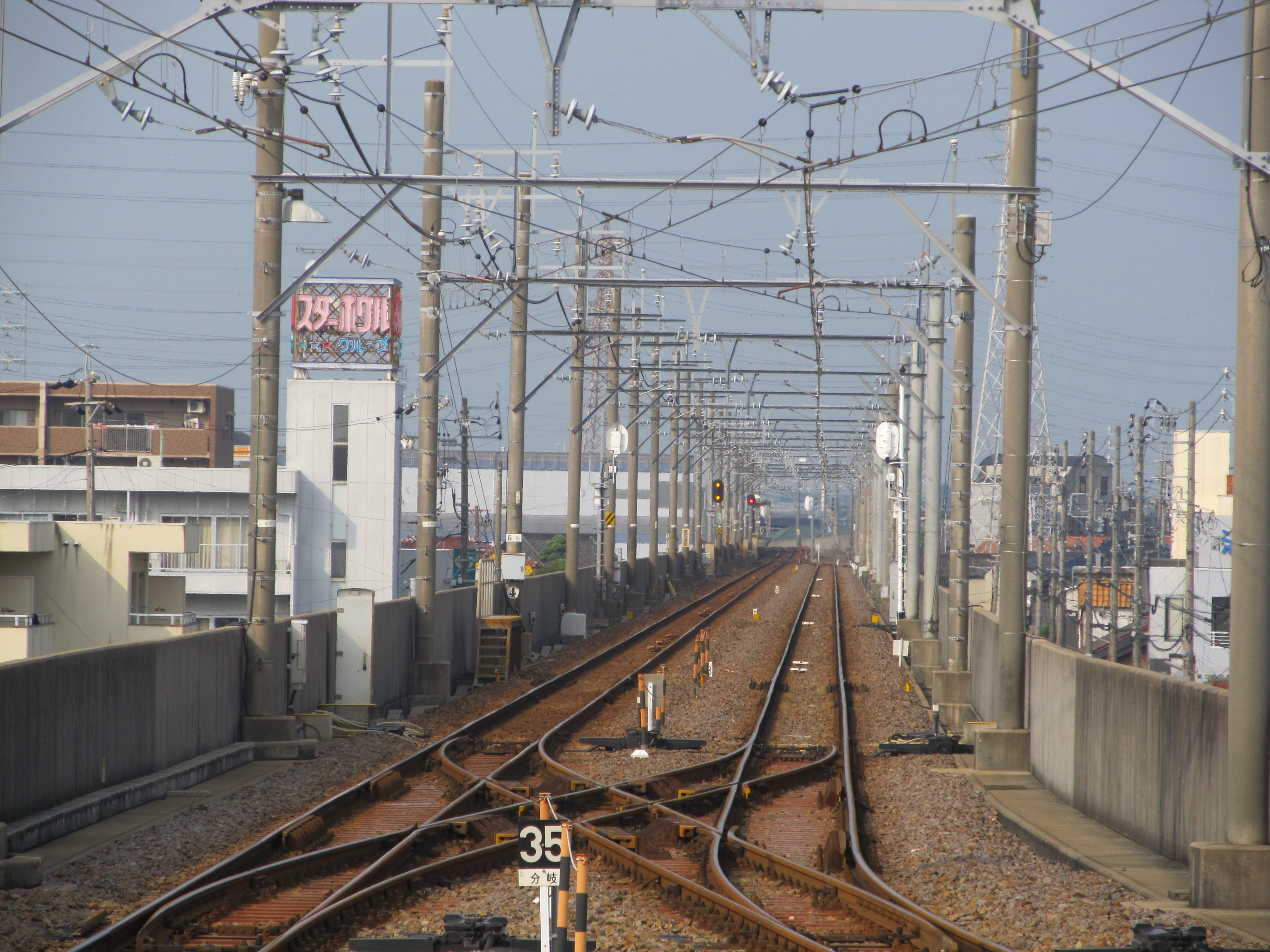
新安城方向 （雙線化後）
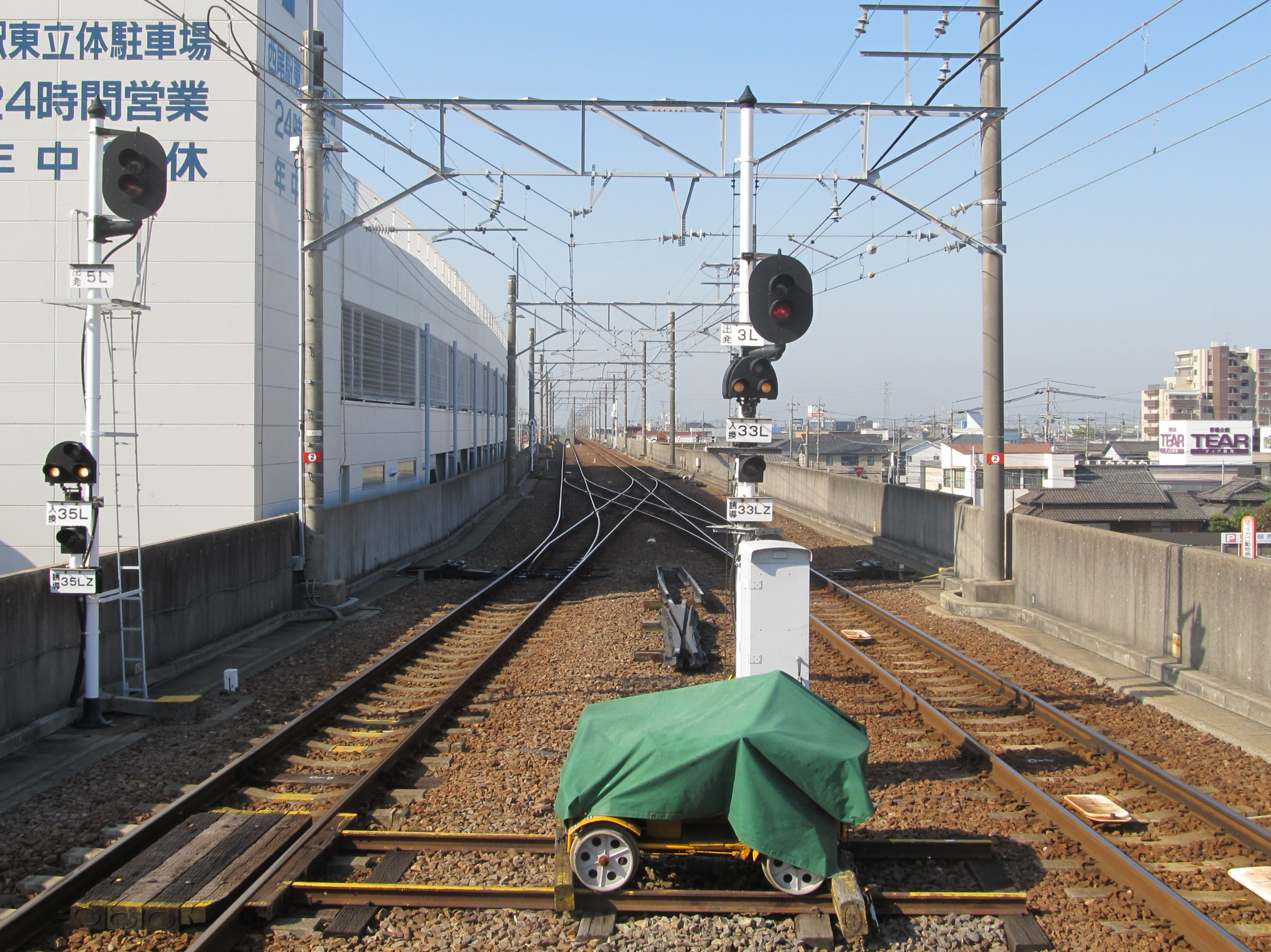
吉良吉田方向 （留置線）

### 配線圖
| ← 櫻井、 新安城・ 名古屋方向 | 名古屋鐵道 西尾口站至西尾站 站內配線略圖 | → 吉良吉田方向 |
| 图例 参考文献：              |                                          |                |

## 使用狀況
- 在中提及在2013年度，當時1日平均上下車人次為9,789人，為名鐵所有車站（275站）排名第39，西尾線、蒲郡線（23站）中排名第2[8]。
- 在中提及在1992年度，當時1日平均上下車人次為11,859人，為除岐阜市內線均一車費區間內各站（岐阜市內線、田神線、美濃町線徹明町站至琴塚站之間）外名鐵所有車站（342站）中排名第33，西尾線、蒲郡線（24站）排名第2[9]。
- 在中提及在1981年度，當時1日平均上下車人次為12,193人，為名鐵所有車站中排名第29[10]。
- 在中提及在2010年度1日平均乘車人次為4,627人[11]。

在西尾線所有車站中，除連接名古屋本線的新安城站外，是西尾線中最多使用人次的車站。此外，站前設有巴士總站和停泊單車場，也有許多西尾市內高校的上學客。
以下為近年1日平均乘車人次的列表：
| 年度   | 1日平均 乘車人次 |
| ------ | ---------------- |
| 2006年 | 4,762            |
| 2007年 | 4,894            |
| 2008年 | 4,830            |
| 2009年 | 4,552            |
| 2010年 | 4,627            |

## 車站周邊
- 巴士總站
- Versa Walk西尾（日语：ヴェルサウォーク西尾）
- 西尾市政廳
- 西尾保健所
- 西尾警署（日语：西尾警察署）
- 西尾郵局（日语：西尾郵便局）
- 西尾信用金庫（日语：西尾信用金庫）本店
- 西三河農業協同組合（日语：西三河農業協同組合）本店
- 西尾市立花之木小學
- 愛知縣道12號豐田一色線（日语：愛知県道12号豊田一色線）
- 愛知縣道310號花藏寺花之木線（日语：愛知県道310号花蔵寺花ノ木線）
- 豐田租車愛知（日语：トヨタレンタリース愛知）西尾店
- 名鐵觀光巴士（日语：名鉄観光バス）Dorapack乘車處

## 巴士總站
- 名鐵東部交通（日语：名鉄東部交通）巴士（2006年（平成18年）12月16日由名鐵巴士（日语：名鉄バス）轉讓部分業務給名鐵東部交通）
  - 岡崎・西尾線（西尾市民醫院（日语：西尾市民病院）、室場、綜合體育館、西尾東高（日语：愛知県立西尾東高等学校）、中島、高須、下青野、岡崎站、東岡崎站方向）
  - 平坂・中畑線（西尾市民醫院、下町住宅、港町方向）
  - 寺津線（國森、刈宿方向）
  - 一色線（一色魚廣場佐久島行船碼頭、一色町公民館、福地方向）
- 六萬石Kururin巴士（日语：六万石くるりんバス）

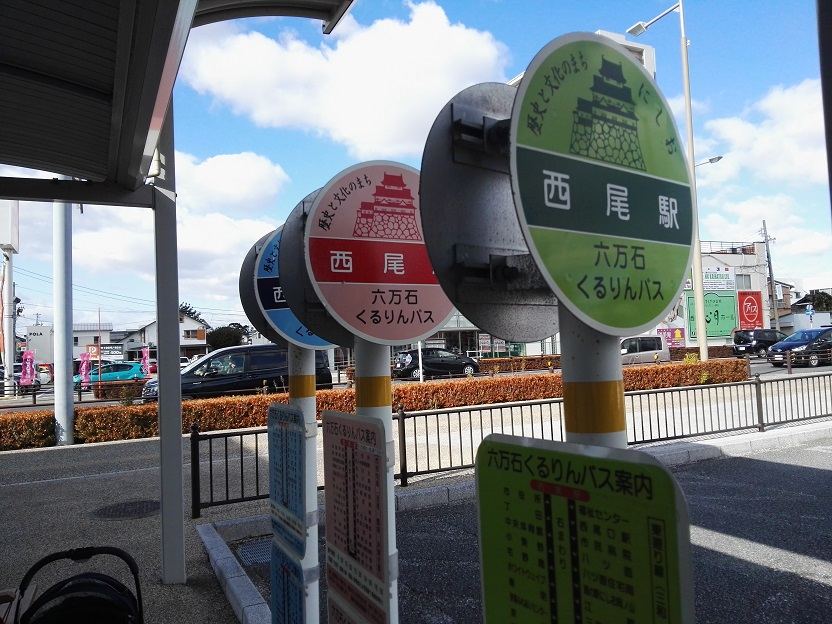
巴士站

## 相鄰車站
名古屋鐵道
 西尾線
■特急
櫻井（GN05）－西尾（GN10）
■急行
櫻町前（GN08）－西尾（GN10）－福地（GN11）
■普通
西尾口（GN09）－西尾（GN10）－福地（GN11）

### 曾經存在的路線
名古屋鐵道
平坂支線（廢止）
西尾－住崎

## 注腳
1. 1 2  名古屋鐵道廣報宣傳部（編）. . 名古屋鐵道. 1994: 1034.
2. ↑  名古屋鐵道廣報宣傳部（編）. . 名古屋鐵道. 1994: 570.
3. ↑  4月6日からダイヤ改正 新造車両33両を投入し、輸送サービスを向上 三河線、尾西線、岐阜線区など支線区強化を中心に - 名古屋鐵道、1998年2月27日（Wayback Machine存檔，1999年2月2日版本，2017年9月21日參閲）。
4. 1 2  愛知県における鉄道網整備の状況 （页面存档备份，存于） - 愛知縣
5. ↑  “中部秋季特集：オークワ、「パレマルシェ西尾店」移転新築オープン”. 日本食糧新聞 (日本食糧新聞社). (2013年9月10日)
6. 1 2  駅時刻表：名古屋鉄道・名鉄バス （页面存档备份，存于），2019年3月24日參閲
7. ↑  電氣車研究會，『鐵道畫刊』通卷第816號 2009年3月 臨時特刊號 「特集 - 名古屋鉄道」，卷末收錄「名古屋鐵道 配線略圖」
8. ↑  名鐵120年史編纂委員會事務局（編）. . 名古屋鐵道. 2014: 160–162.
9. ↑  名古屋鐵道廣報宣傳部（編）. . 名古屋鐵道. 1994: 651–653.
10. ↑  名古屋鐵道（編集）. . 名古屋鐵道. 1983: 36.
11. 1 2  .   [2020-03-16]. （原始内容存档于2015-01-28）.
12. ↑  .   [2020-03-16]. （原始内容存档于2015-09-24）.
13. ↑  .   [2020-03-16]. （原始内容存档于2015-09-24）.
14. ↑  .   [2020-03-16]. （原始内容存档于2015-01-28）.
15. ↑  .   [2020-03-16]. （原始内容存档于2015-01-28）.

## 外部連結
- 西尾 - 名古屋鐵道